# Wind (самопідіймальне судно)
Wind — судно для обслуговування вітрових турбін, яке використовує данська компанія Ziton.

## Характеристики судна
Wind спорудили в 1996 році на бельгійській корабельні Scheepswerf Van Rupelmonde. За своїм архітектурно-конструктивним типом воно належить до самопідіймальних, а за можливим спектром виконуваних робіт — до обслуговуючих. Невдовзі активний розвиток вітрової енергетики викликав потребу в спеціалізованих суднах для обслуговування вже встановлених турбін, оскільки відволікання на подібні операції потужних будівельних суден підвищувало витрати та впливало на оперативність реагування. Тому компанія Ziton вирішила призначити Wind для виконання таких завдань (можливо зазначити, що надалі ця ж компанія почала замовляти нові спеціалізовані судна для обслуговування турбін — Wind Pioneer, Wind Server).
Опори Wind мають довжину по 55 метрів. Для виконання завдань воно обладнане краном вантажністю 30 тонн та максимальною висотою підйому 100 метрів. Робоча палуба має площу 430 м2 та розрахована на розміщення до 220 тонн вантажу з максимальним навантаженням у різних зонах від 20 до 30 тонн/м2.
Операцій з підйому/спуску можуть здійснюватись при висоті хвиль до 1,25 метра та швидкості вітру до 10 м/сек (при цьому показнику також можливе виконання кранових операцій). Разом з тим, судно може знаходитись у піднятому стані при висоті хвиль від 7 до 9 метрів та швидкості вітру до 25 м/сек.
Wind пересувається до місця виконання робіт самостійно із транзитною швидкістю 6 вузлів, а точність встановлення забезпечується системою динамічного позиціювання DP1.
Окрім екіпажу, на борту може розміститись ще 22 особи, необхідні для проведення робіт. Запаси дозволяють виконувати завдання протягом 30 діб.

## Завдання судна
На початковому етапі розвитку офшорної вітроенергетики, коли розміри конструктивних елементів були ще не занадто великими, судно взяло участь у роботах зі спорудження кількох вітрових електростанцій. Так, в 2000 році на шведській ВЕС Утгрунден (Балтійське море у південній частині протоки Кальмарсунд) Wind спорудило сім фундаментів монопального типу, забиваючи палі завдовжки 34 метри та діаметром 3 метри на 19 метрів під морське дно. Після цього воно змонтувало башти та гондоли вітрових турбін, тоді як встановлення попередньо зібраних комплектів лопатей провадили разом зі ще однією самопідіймальною платформою.
У 2003 році судно залучили до спорудження ВЕС Норт-Хойл в Ірландському морі біля північного узбережжя Уельсу. Інша самопідіймальна установка Excalibur забивала палі, тоді як Wind здійснювало встановлення на них перехідних елементів, до яких потім кріпляться башти вітрових агрегатів.